# Gelena Dmitrijewna Topilina
Gelena Dmitrijewna Topilina (russisch Гелена Дмитриевна Топилина, * 11. Januar 1994 in Moskau) ist eine russische Synchronschwimmerin. 
Sie gewann bei den Olympischen Spielen 2016 mit dem russischen Team die Goldmedaille in der Gruppenwertung. 2015 als Mitglied der russischen Gruppe siegte Topilina bei der Weltmeisterschaft; 2014 und 2016 war Topilina mit der russischen Gruppe Europameisterin.